# Victoria Crawford
Victoria Crawford (anglès: Alicia Fox)  (Ponte Vedra Beach, 30 de juny de 1986) més coneguda al com a Alicia Fox és una lluitadora professional i model estatunidenca que treballa a la marca RAW de World Wrestling Entertainment (WWE).
Crawford va debutar a SmackDown el 13 de juny de 2008, utilitzant el nom d'Alicia Fox i el truc d'un planificador de noces. Al novembre, es va traslladar a la marca ECW, on va dirigir DJ Gabriel. L'any següent, Fox va començar a desafiar el Campionat de Dives de la WWE, que va guanyar el juny de 2010, mantenint el títol durant dos mesos, convertint-se en l'única campiona de dives afroamericanes. L'octubre de 2014, va començar a protagonitzar la sèrie de televisió de realitat Total Divas a E! com a part del repartiment principal.